# 102.º Batallón Blindado SS
El 102.º Batallón Blindado SS (en alemán: schwere SS-Panzerabteilung 102) fue un batallón panzer de las Waffen-SS durante la Segunda Guerra Mundial. Combatió como parte del II SS Cuerpo Panzer durante la batalla de Normandía y fue casi destruido. Renombrado como el 502.° Batallón Panzer Pesado SS a finales de 1944, la unidad fue destruida en la batalla de Halbe en la primavera de 1945.

## Historial de operaciones
En abril de 1943, las Waffen-SS ordenaron la creación de una serie de batallones de tanques pesados equipados con los nuevos Tiger I, para su uso en acciones ofensivas en el Frente Oriental. Cada uno de estos batallones estaría adscrito a un cuerpo de las Waffen-SS. Tras su formación, el 102.º se incorporó al II SS Cuerpo Panzer. Originalmente, cada batallón estaba compuesto por una sola compañía de Tiger I, adjunta a cada división Panzer SS respectiva en el Panzerkorps. En julio de 1943, el predecesor del 102.º, 2.º Regimiento Panzer SS de la 2.ª División SS Das Reich, estaba equipado con 14 Tiger I.
El batallón fue enviado a Normandía después de los desembarcos del Día D de los Aliados. El batallón fue destruido casi por completo durante los combates en Normandía; en septiembre de 1944 fue devuelto a Alemania para reorganizarlo. Estacionado en Sennelager, el batallón pasó a ser el 502.º Batallón Panzer Pesado SS. Equipado con tanques Tiger II, el batallón participó en la defensa contra el Ejército Rojo en el frente del Oder. Durante la batalla de Berlín, el batallón fue rodeado en la bolsa de Halbe en 1945 y destruido.